# Teorema de Fermat-Lagrange
O teorema de Fermat-Lagrange é um teorema enunciado por Fermat e demonstrado por Lagrange no século XVIII e de forma mais elegante por Euler en 1815.
Esse teorema enuncia que todo inteiro se escreve :
- como soma de no máximo 3 números triangulares
- como soma de no máximo 4 números quadrados
- como soma de no máximo 5 números pentagonais
- etc.